# Anna Rynkowska
Anna Rynkowska (ur. 3 lutego 1903 w Łodzi, zm. 30 października 1984 w Łodzi) – historyk, archiwista, historyk Łodzi, regionalista, publicysta, działacz społeczny.

## Rodzina i nauka
Urodziła się w Łodzi, w rodzinie robotniczej. Była córką Jana Staniszewskiego i Marianny z Bugajków, przybyłych do Łodzi z guberni kaliskiej pod koniec XIX w.
W latach 1911–1915 uczęszczała do szkoły powszechnej w Łodzi. Wyróżniającej się uczennicy jej dotychczasowa nauczycielka pomogła dostać się do prywatnego gimnazjum Janiny Prysewiczówny w Łodzi. Anna Rynkowska wspominała, że temu gimnazjum, a szczególnie koleżankom, zawdzięczała wiele: wspólnie uczyły się rysunku, malarstwa i obcych języków, które to umiejętności przydały się jej w późniejszej pracy naukowej. Czynnie znała 6 języków obcych. Egzamin dojrzałości z wynikiem więcej niż dobrym złożyła w 1922.

## Studia i praca zawodowa
Po ukończeniu gimnazjum, w 1922, Anna Rynkowska podjęła pracę nauczycielki w Szkole Powszechnej nr 28, przy ul. Franciszkańskiej 76 i pracowała w niej do 12 grudnia 1939. Ucząc w szkole podnosiła swoje kwalifikacje. W latach 1922–1933 ukończyła trzy kursy metodyczne oraz dwuletni Wyższy Kurs Nauczycielski. Rozpoczęła też studia na Uniwersytecie Warszawskim na Wydziale Prawa sądząc, że ten kierunek studiów umożliwi jej naukę na odległość, ale to się nie udało. Możliwość ukończenia studiów wyższych pojawiła się dopiero w 1930 gdy wstąpiła na Wydział Nauk Humanistycznych Wolnej Wszechnicy Polskiej, oddział w Łodzi. Studia tu, pod kierunkiem Natalii Gąsiorowskiej, ukończyła w 1936 z wynikiem bardzo dobrym. Stopień magistra uzyskała w 1937 na Uniwersytecie Warszawskim. Studia doktoranckie przerwała wojna.
W czasie okupacji została wysiedlona do Głowna (teren Generalnej Guberni), gdzie wspólnie z mężem Józefem Rynkowskim – pedagogiem, zorganizowali i prowadzili tajne nauczanie.
Po wojnie była współorganizatorem Katedry Historii Społeczno-Gospodarczej Polskiej i Powszechnej na Uniwersytecie Łódzkim, gdzie jednocześnie pełniła obowiązki st. asystenta i adiunkta u prof. Natalii Gąsiorowskiej (jeszcze przed wojną była asystentem w Katedrze Historii Społeczno-Gospodarczej Oddziału Łódzkiego Wolnej Wszechnicy Polskiej kierowanej właśnie przez Natalię Gąsiorowską). W 1947 pod jej kierunkiem napisała doktorat Działalność gospodarcza władz Królestwa Polskiego na terenie Łodzi przemysłowej w latach 1821–1831 (druk 1951).
W latach 1950–1973 była kustoszem, pracownikiem Archiwum Państwowego w Łodzi. Jako pracownik naukowy archiwum przez 20 lat gromadziła i opracowywała akta przemysłowe i bankowe. Była organizatorem i kierownikiem Oddziału Akt Gospodarczych. W latach 1967–1971 była lektorem języka włoskiego na Uniwersytecie Łódzkim.

## Działalność pozazawodowa
Była współzałożycielką łódzkiego oddziału Stowarzyszenia Archiwistów i Bibliotekarzy, a następnie współzałożycielką i pierwszą przewodniczącą Oddziału Łódzkiego Stowarzyszenia Archiwistów Polskich oraz działaczką Oddziału Łódzkiego Polskiego Towarzystwa Historycznego (członek zarządu w latach 1948–1952). Współpracowała z Łódzkim Towarzystwem Naukowym. Była członkiem włoskiego towarzystwa Accademia Adamo Mickiewicz di Storia e Literatura Polacca e Slava.

## Działalność naukowa
Współpracowała przy tworzeniu Polskiego Słownika Biograficznego (PSB), a od 1969 była członkiem Komitetu Redakcyjnego tejże publikacji.
W jej dorobku naukowym wyróżnić można dwa nurty: pierwszy to historia regionalna, ze szczególnym uwzględnieniem dziejów Łodzi i regionu łódzkiego. W tym zakresie, poza wymienionym doktoratem opublikowała m.in.: Działalność gospodarcza władz Królestwa Polskiego na terenie Łodzi przemysłowej w latach 1821–1831 (1951), Przemysł lniany w Łodzi w latach 1822–1832 (1938), Osada fabryczna Mania i jej dzierżawcy (1980), Przedsiębiorstwo Ludwika Geyera w latach 1828–1870 (1975), pionierską monografię Ulica Piotrkowska (1970) oraz artykuły o innych ośrodkach, m.in.: Rozwój przemysłu w Kaliszu w latach 1815–1831 (1951), Sytuacja ekonomiczna i społeczna robotników kaliskich w XIX wieku (1962). Drugi nurt to badania nad Wiosną Ludów. Efektem były prace: Wiosna Ludów w Italii (w W stulecie Wiosny Ludów, tom II, 1949), Wojciech Darasz (1808–1852) (w W stulecie Wiosny Ludów, tom IV, 1951) oraz przygotowany do druku tom wspomnień W. Darasza, Pamiętnik emigranta (1953). Zajmowała się również wydawaniem źródeł: Początki rozwoju kapitalistycznego miasta Łodzi 1820–1824 (w Materiały do historii miast, przemysłu i klasy robotniczej w okręgu łódzkim, tom IV, 1960).
W pracy naukowej uzyskała stanowisko docenta. Od 1969 roku była członkinią Rady Ochrony Dóbr Kultury przy Wydziale Kultury i Sztuki Urzędu Miasta Łodzi.
Mąż – Józef Rynkowski, był również łódzkim nauczycielem. W roku szkolnym 1934/1935 pracował w Szkole Powszechnej nr 36, przy ul. Drewnowskiej 88. Według Księgi Adresowej m. Łodzi 1937-1939 mieszkali w tym czasie przy ul. Srebrzyńskiej 89 (na osiedlu im. J. Montwiłła-Mireckiego).
Najszerzej w Łodzi jest znana jako autorką fundamentalnej monografii Ulica Piotrkowska, wydanej przez Wydawnictwo Łódzkie w 1970, do dziś cenionej zarówno przez historyków jak i miłośników historii Łodzi w których biliotekach jest to pozycja obowiązkowa.

## Działalność popularyzatorska
Odrębne miejsce w dorobku Anny Rynkowskiej zajmuje działalność popularyzatorska z dziedziny historii, szczególnie historii gospodarczej Łodzi. Dużo czasu poświęciła popularyzacji wiedzy o dziejach Łodzi publikując artykuły w przewodnikach i folderach, a także w prasie – przez wiele lat publikowała na łamach prasy łódzkiej m.in. w „Panoramie” – dodatku do „Dziennika Łódzkiego” i w „Odgłosach”. Wygłaszała odczyty w TWP. Przez wiele lat była opiekunem zabytków jako członek Łódzkiej Rady Ochrony Dóbr Kultury.

## Wyróżnienia i odznaczenia
Za całokształt prac naukowych, zawodowych i społecznych otrzymała odznaczenia państwowe i resortowe:
- Krzyż Kawalerski Orderu Odrodzenia Polski,
- Medal Komisji Edukacji Narodowej, który otrzymała za tajne nauczanie.

Za prace badawcze, nad dziejami Łodzi, a szczególnie za publikację "Ulica Piotrkowska", została „Łodzianką roku 1971”.
Zmarła 30 października 1984. Pochowana została 2 listopada 1984 na cmentarzu na Dołach w części komunalnej (kwatera XII, rząd 18, grób 1).
Pamięć Anny Rynkowskiej została uczczona w 1994 poprzez nazwanie jej imieniem alei łączącej al. Kościuszki i ul. Wólczańską.